# Eiki Nestor
Eiki Nestor, né le 27 avril 1953 à Tallinn, est un homme politique estonien, membre du Parti social-démocrate (SDE). Président du Riigikogu depuis le 20 mars 2014, il fut également ministre des affaires régionales entre 1994 et 1995 et ministre des affaires sociales entre 1999 et 2002.